# Числа Салема
У математиці число Салема — дійсне ціле алгебричне число α > 1, всі спряжені якого мають модуль не більший від 1 і, принаймні, одне з них має одиничний модуль. Числа Салема становлять інтерес для діофантових наближень та гармонічного аналізу. Їх названо на честь французького математика Рафаеля Салема.

## Властивості
Оскільки число Салема має спряжене число з абсолютним значенням 1, мінімальний многочлен для числа Салема має бути оборотним. Звідси випливає, що 1/α також є коренем решта коренів мають абсолютне значення, що дорівнює 1. Як наслідок, число α має бути оборотним елементом (одиницею кільця) в кільці цілих алгебричних чисел, яке є нормою 1.
Кожне число Салема є числом Перрона (цілим алгебричним числом, більшим від 1, модуль якого більший, ніж у всіх його спряжених).

## Зв'язок з числами Пізо-Віджаяраґгавана
Найменше відоме число Салема є найбільшим дійсним коренем многочлена Лемера (названого на честь американського математика Дерріка Лемера).
{\displaystyle P(x)=x^{10}+x^{9}-x^{7}-x^{6}-x^{5}-x^{4}-x^{3}+x+1,}
значення якого x ≈ 1,177 628; припускають, що це найменше число Салема і найменша можлива міра Малера для нециклічного многочлена.
Многочлен Лемера є множником коротшого многочлена 12-го степеня,
{\displaystyle Q(x)=x^{12}-x^{7}-x^{6}-x^{5}+1,}
всі дванадцять коренів якого задовольняють співвідношення
{\displaystyle x^{630}-1={\frac {(x^{315}-1)(x^{210}-1)(x^{126}-1)^{2}(x^{90}-1)(x^{3}-1)^{3}(x^{2}-1)^{5}(x-1)^{3}}{(x^{35}-1)(x^{15}-1)^{2}(x^{14}-1)^{2}(x^{5}-1)^{6}\,x^{68}}}} .
Числа Салема тісно пов'язані з числами Пізо — Віджаяраґгавана (PV-числами). Найменшим із PV-чисел є єдиний дійсний корінь многочлена 3-го степеня
{\displaystyle x^{3}-x-1,}
відомий як «пластичне число» і приблизно рівний 1,324718. PV-числа можна використовувати для генерування сімейства чисел Салема, зокрема найменшого з них. Загальний спосіб — взяти найменший многочлен P(x) PV-числа степеня n і його обернений многочлен P*(x) (коефіцієнти якого, грубо кажучи, утворюються «віддзеркаленням» коефіцієнтів многочлена P(x) відносно xn/2) і розв'язати рівняння
{\displaystyle x^{n}P(x)=\pm P^{*}(x)}
щодо цілого n. Віднімаючи одну сторону від іншої, факторизуючи та виключаючи тривіальні множники, можна отримати мінімальний многочлен для деяких чисел Салема. Наприклад, якщо взяти пластичне число, а на місці написаного вище плюс-мінуса вибрати плюс, то:
{\displaystyle x^{n}(x^{3}-x-1)=-x^{3}-x^{2}+1}
і для n = 8 отримаємо
{\displaystyle (x-1)(x^{10}+x^{9}-x^{7}-x^{6}-x^{5}-x^{4}-x^{3}+x+1)=0,}
де многочлен 10-го степеня — многочлен Лемера. Використовуючи більше значення n, отримаємо сімейство многочленів, один із коренів яких наближається до пластичного числа. Це можна зрозуміти, добуваючи корені n-го степеня з обох сторін рівняння,
{\displaystyle x(x^{3}-x-1)^{1/n}=\pm (x^{3}+x^{2}-1)^{1/n}} .
Що більше значення n, то більше x наближатиметься до розв'язку x3 − x − 1 = 0. Якщо на місці плюс-мінуса поставити плюс, то корінь х наближається до пластичного числа в протилежному напрямі. Використовуючи мінімальний многочлен {\displaystyle x^{4}-x^{3}-1} наступного найменшого PV-числа
{\displaystyle x^{n}(x^{4}-x^{3}-1)=-(x^{4}+x-1),}
який для n = 7 набуває вигляду
{\displaystyle (x-1)(x^{10}-x^{6}-x^{5}-x^{4}+1)=0}
при степені полінома, не згенерованому в попередньому, і має корінь x ≈ 1,216391…, що є п'ятим найменшим відомим числом Салема. Оскільки n прямує до нескінченності, це сімейство, своєю чергою, прямує до більшого дійсного кореня з x4 − x3 − 1 = 0.